# Axel Nordquist
Axel Rudolf Nordquist född 16 april 1905 i Stöllet, Norra Ny församling, Värmlands län, död där 15 april 1993
, var en svensk målare, grafiker och lantbrukare.
Han var son till Daniel Nordquist och Ingeborg Mattsdotter. 
Nordquist studerade vid Edward Berggrens och vid Gottfrid Larssons konstskola 1927 samt för Figge Fredriksson därefter vistades han i Paris 1931-1934 och bedrev studier för André Lhote och en kortare tid för Fernand Léger. Han debuterade i en utställning med De 7 i Stockholm 1928, I gruppen ingick bland annat Arne Eriksson, Jonas Fröding och Oscar Wiklundh. Han deltog i en samlingsutställning på PUB i Stockholm 1934. I Frankrike medverkade han i utställningen Le salon des Amis des Arts i Menton 1933. 
Hans konst består av etsningar och målade franska landskap och stadsbilder. Efter 1935 har han bara sporadiskt varit verksam som konstnär.
Myhrman är representerad vid Värmlands museum.